# Regeringen Bahr Halvorsen II

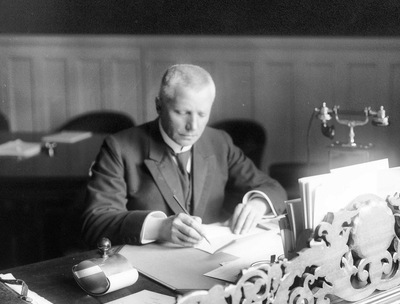
Otto Bahr Halvorsen.

Regeringen Bahr Halvorsen II tillträdde 6 mars 1923. Det var en koalitionsregering mellan Høyre och Frisinnede Venstre. Statsminister var Otto Bahr Halvorsen. Regeringen upplöstes vid Halvorsens död 23 maj 1923, och utrikesminister Christian Fredrik Michelet var ställföreträdande statsminister fram till Regeringen Berge tillträdde 30 maj.